# Shodensha
Shodensha (яп. 株式会社祥伝社 кабусики-гайся сё:дэнся) — японское издательство, специализирующееся на публикации книг, журналов о моде и манги (японских комиксов). Является частью холдинга Hitotsubashi Group.
Компания возникла в ноябре 1970 года. Она была основана Сёдзо Сасабэ из компании Shogakukan, Исаму Куросаки из Kobunsha, Кодзабуро Игой, Хидэнори Сакураи и Тосио Фудзиокой. Shodensha выпустила несколько бестселлеров, что помогло молодому издательству подняться на ноги. Были созданы импринты Non-Novel (1973), Non-Pochett (1975), Shodensha Gold (2000), Shodensha Shinsho (2005).
Shodensha издает большое количество журналов. С 1996 года компания выпускает издание для женщин Bishō (微笑), мужской журнал об уличной моде Boon (1986—2008), женский журнал Karada ni Ii Koto (からだにいいこと) с 2004 года, журнал манги для женщин Feel Young, модный журнал Nina’s, журнал романов в формате лайт-новел Shosetsu Non, модный журнал для девочек Zipper.